# اولاوی کورونن
اینو اولاوی کورونن (فنلاندی: Eino Olavi Kuronen؛ ۲۲ ژانویه ۱۹۲۳ در مانینکا – ۸ ژانویه ۱۹۸۹) یک اسکی‌باز پرش اهل فنلاند بود که در دهه ۱۹۵۰ رقابت می‌کرد. او در رویداد پرش اسکی انفرادی تپه بزرگ در المپیک زمستانی ۱۹۵۲ در اسلو، به‌طور مشترک در جایگاه دوازدهم قرار گرفت.